# Alveolaire vibrant
De alveolaire vibrant is een medeklinker die in het Internationaal Fonetisch Alfabet en in X-SAMPA wordt aangeduid met r. De klank wordt soms ook wel rollende R genoemd.
In de meeste Indo-Europese talen is dit geluid allofoon met een alveolaire tap. 

## Kenmerken
- De manier van articulatie is vibrant, wat inhoudt dat de klank wordt gevormd door trillingen tussen de articulator en het articulatiepunt.
- Het articulatiepunt is alveolaar, wat inhoudt dat voor het vormen van de klank het puntje van de tong tegen het gehemelte net achter de voortanden wordt gedrukt.
- Het type articulatie is stemhebbend, wat betekent dat de stembanden meetrillen bij het vormen van de klank.
- Het is een orale medeklinker, wat wil zeggen dat de lucht door de mond naar buiten stroomt.
- Het is een centrale medeklinker, wat wil zeggen dat de lucht over het midden van de tong stroomt, in plaats van langs de zijkanten.
- Het luchtstroommechanisme is pulmonisch-egressief, wat wil zeggen dat lucht uit de longen gestuwd wordt, in plaats van uit de glottis of de mond.

Deze pagina bevat fonetische informatie in het IPA, die in sommige browsers mogelijk niet correct wordt weergegeven.
Waar symbolen in paren voorkomen, vertegenwoordigt het rechter teken een stemhebbende medeklinker. Gearceerde gebieden bevatten medeklinkers die worden beschouwd als onuitspreekbaar.
Zie ook: IPA, Klinkers